# Malthodes discicollis
Malthodes discicollis is een keversoort uit de familie soldaatjes (Cantharidae). De wetenschappelijke naam van de soort werd in 1859 gepubliceerd door Flaminio Baudi di Selve.